# 尾高長七郎
尾高 長七郎（おだか ちょうしちろう、天保7年（1836年） - 明治元年11月18日（1868年12月31日））は、幕末の剣術家、尊皇攘夷派の志士。流派は神道無念流、心形刀流。幼名は弥三郎、諱は弘忠。号は省斎、または東寧。
尊攘派の志士として文久2年（1862年）1月の坂下門外の変の謀議などに参加。文久3年（1863年）の尾高惇忠や渋沢栄一らによる高崎城襲撃計画・横浜異人街の攘夷計画では反対の立場をとり中止させた。この後、誤って通行人を切りつけた罪で投獄され、明治維新のさなかに出獄してすぐに病没した。

## 生涯

### 出自
武蔵国榛沢郡下手計村（後の埼玉県深谷市下手計）で搾油業、製藍業、名主 を務める父・尾高勝五郎、母・やへの次男として生まれる。6歳上の兄には尾高惇忠（新五郎、藍香）、姉には、みち、こう、妹には、ちよ、くに、11歳下の弟には尾高平九郎がいる。従兄弟には渋沢栄一と渋沢喜作（成一郎）がいる。
尾高家は岡部藩藩主・安部氏の下で下手計村の里正を代々務め、名字帯刀を許されていた。また、深谷市岡部の源勝院にある安部家旧臣碑には「尽力組（足軽）跡相続人・大字下手計・尾高節太郎」とある。

### 剣術家として
少年時代から文武の才能に恵まれたが特に剣術に秀でており、叔父の渋沢宗助（新三郎）が開いた神道無念流道場「練武館」に入門し、惇忠、栄一、喜作らとともに稽古に励んだ。長七郎が残した『剣法試数録』には、嘉永4年（1851年）にこなした試合数と稽古数が記されている。同書によれば、4月と12月の寒稽古の時期に集中的に試合が組まれたことや、父・勝五郎、尾高家の傭人となっていた甲源一刀流・高橋三五郎の弟子、練武館の面々との試合のほか、宗助の師匠にあたる大川平兵衛や平兵衛の次男・修三（周造、周蔵）が出稽古に訪れ、直接指導を受けたことが記録されている。やがて17歳から18歳の時（安政元年から2年）に中印可を受ける と両毛地方などへ武者修行の旅に出たと見られている。22歳から23歳のころ（安政6年から万延元年）に免許皆伝を受けた時には、兄・惇忠を凌ぐほどの技術を身に着けていた。
長七郎は宗助の勧めや惇忠の賛同もあり、文武の修行のために江戸に出ると、海保漁村の下で儒学を、講武所剣術教授方を務める伊庭秀俊の下で心形刀流を学んだ。江戸での3年間の遊学後は郷里の鹿島神社脇に練武館の道場を建て、惇忠、平九郎、従弟の尾高幸五郎とともに剣術を教えた。この間、関東地方や関西地方に武者修行の旅へ赴き剣技を磨くとともに、各藩の情勢を探索した。
また、時期は定かではないが、北辰一刀流・千葉栄次郎の門弟、真田範之助、村上右衛門助が他流試合のため練武館を訪れた際に、惇忠とともに立ち会った。一本目の惇忠・真田戦は勝負がつかず、二本目と三本目の長七郎・村上戦はいずれも長七郎が勝利、さらに四本目で長七郎と真田が対戦したが、これも長七郎が勝利した。真田と村上は武者修行を終えて江戸の道場に戻ると、安中藩の根岸忠蔵の名とともに長七郎の名を挙げて「江戸で幾十人かの大家があるが、彼等に対して必勝の可能性ある者は果たして有るか否か知れない」と語ったといい、長七郎の名は「天狗の化身」の異名と共に関八州に知られるようになった。

### 尊攘派志士として
長七郎は江戸遊学時代に長州藩の久坂玄瑞や多賀谷勇、薩摩藩の中井弘や伊牟田尚平、佐賀藩の中野方蔵、水戸藩の原市之進、出羽国の清河八郎らといった尊皇攘夷派の志士たちと交流を持った。こうした背景には水戸学の信奉者であり熱心な攘夷論者だった兄・惇忠の影響があり、総領として家業を継いでいた惇忠が攘夷の志を長七郎に託したのだともいわれる。また、幕府の政治や外交政策といった情勢を兄に報告する役目も担っていた。
文久元年（1861年）、郷里に戻っていた長七郎の下を清河が2度ほど訪ねている。当時の清河は、同年5月に町人を無礼討ちした罪で、幕府に追われる立場となっていた。清河著の『潜中始末』によれば、同年7月に安積五郎とともに松之山温泉を経て江戸へ向かう途中、情報収集のため下手計を訪れたものの、長七郎が寄居に剣術修行に出かけ不在だったため、本庄宿に向かう途中の八幡で落ち合った。その際、長七郎は清河らに西走を勧め、安積もこの案に傾いたものの、清河は「出府せずには同志の者に申し訳なし」と主張し、安積もこれに同意した、とある。また、同年10月には清河は安積と伊牟田を伴って甲州へ向かう途中、尾高家を再訪したものの、留守のため接触はならなかった。
同年10月、大橋訥庵の門弟だった多賀谷と共に輪王寺宮慈性法親王を擁立した日光山または筑波山での挙兵を計画した。二人は水戸藩を訪れて原らを勧誘、次いで真岡の小山春山、宇都宮藩の菊池教中の下を訪れ、協力を求めた。菊池はこの計画に賛同し、江戸にいる訥庵の下へ二人を送り、10月21日夜と翌22日に計画の詳細を伝えた。訥庵は、門弟の椋木八太郎を京都の朝廷に派遣し、攘夷の奉勅を得た上で関東と京都が連携して挙兵することを目指しており、賛意を示さなかった。訥庵は挙兵に逸る菊池に対し、この件に深入りせぬように戒める一方で、長七郎と多賀谷の活動に必要な資金を援助するように指示した。
その後、多賀谷は輪王寺宮の奪取を図るべく用人の柴田山城と接触、長七郎は中野とともに各地を回り同志集めに奔走した。11月8日夜から9日朝にかけて、下野の児島強介、河野顕三、小山、横田祈綱と昌綱親子、伊予の得能淡雲、薩摩の鮫島雲城（中井）ら20名弱の同志が集まったが、水戸藩からの参加者はなく、訥庵は人数不足を理由に解散を指示した。この時点で訥庵や水戸藩士の一部は老中・安藤信正の襲撃計画を進めており、長七郎もこの謀議に急遽加わることになった。
郷里に戻り、日光山挙兵の中止と老中襲撃計画のあらましを同志に伝えたものの、「要人一人を暗殺したところで幕府の外交方針の転換は難しい」という立場をとる惇忠からの助言を受けたため直前に離脱。上野国佐位郡で潜伏中の文久2年（1862年）1月に坂下門外の変が発生したため、その嫌疑を逃れるため栄一の手引きにより信濃国佐久郡の木内芳軒宅で2か月潜伏、さらに京都で潜伏生活を送った。
文久3年（1863年）春、一時帰郷すると、訥庵の教え子だった川連虎一郎とともに坂下門外の変で討死した河野の遺族を訪ねて遺稿を預かり、栄一とともに『春雲楼遺稿』として自費出版した。これを終えると、上方の情勢を探るべく再び京都へと向かった。
同年10月下旬に帰郷。長七郎の不在の間に、惇忠、栄一、喜作らが同志を募った上での攘夷計画を進めており、惇忠に促されての帰郷だった。計画は尾高塾を中心に、千葉道場の真田、佐藤継助、竹内練太郎、横川勇太郎、海保塾の中村三平をはじめ69名の志士を集め、高崎城を襲撃し武器を調達した後に鎌倉街道を南下、横浜の異人街を焼き打ちするというものだった。これに対し長七郎は八月十八日の政変以降の社会情勢の変化を説き、計画を中止するように迫った。長七郎の主張は「八月十八日の政変、天誅組の変、生野の変がいずれも尊攘派の敗北に終わった以上、現時点での無謀な行動を慎まねばならない」といった趣旨だった。決行を主張する惇忠と栄一、刺し違えてでも決行を阻止するという長七郎との間で議論は夜通し行われたが、やがて長七郎の言葉を受け入れ挙兵を中止するに至った。

### 投獄と死
栄一と喜作は嫌疑を逃れるため、お伊勢参りの形を借りて出立し、京都へと向かった。これに対し、長七郎は郷里に留まり道場で剣術を教えながら、機を見て上京することを2人に約束した。挙兵中止後、中村と親戚の福田治助とともに情報収集のため江戸に出たが、程なくして長七郎の京都出向を促す栄一、喜作からの特使が惇忠の下を訪れたため、郷里に引き返すことになった。
文久4年（1864年）1月23日夕刻、足立郡戸田の原で通行人を誤って斬りつけ殺害したため、板橋宿で幕吏に捕えられた。幻覚に襲われたことによる突発的な犯行とも、乱心を起こしたのだとも、坂下門外の変に加わった嫌疑を掛けられていたことから通行人を幕府からの追手と誤認し殺害したともいわれる。事件の一報を知り板橋の営所に駆け付けた惇忠や、一橋家家臣となった栄一らによる救済の試みも功を奏さなかった。
長七郎は伝馬町牢屋敷に長らく収監された後、慶応4年（明治元年）4月9日に出獄した。しかし、惇忠が身元引受人となり対面した時には往時の面影はなかった。同年11月18日、故郷の下手計村で病没した。墓は深谷市下手計の尾高家墓域（通称、丸山堂）にある。

## 人物・評価
長七郎は大柄な体躯の持ち主で腕力もあり、なおかつ撃剣（剣術）に非凡な才能があった。師匠の渋沢宗助は、長七郎の太刀筋を「新五さん（惇忠）も善う使うが、弥三郎（長七郎）のは別物だ」と評していた。長七郎の得意としていた技は、右上段の構えで竹刀を回しながら瞬時のうちに相手の面、胴、小手を打ち抜くというもので、彼の独創によるものだった。
渋沢栄一は『青淵回顧録』のなかで、長七郎の剣術を「当時日本で一、二の腕であった」と評し、もし坂下門外の変に加わっていたら安藤信正を斬っていただろう、と推測している。一方で、老中襲撃に加われば間違いなく死を迎えただろうとも推測し、長七郎を大橋のグループから脱退させたのも、彼を犬死させたくない一心からだったとしている。
また、栄一は『雨夜譚』のなかで、高崎城乗っ取り・横浜攘夷計画を長七郎が思い止まらせた一件について、「今日からみるとそのとき長七郎の意見が適当であって、自分らの決心はすこぶる無謀であった。じつに長七郎が自分ら大勢の命を救ってくれたといってもよい」と評している。ただし『青淵回顧録』では長七郎について、剣の腕も思慮もありながら「めぐり合わせが悪かったため、国家社会の表面に現れないまま終わった」と評している。
長七郎は兄・惇忠の影響で漢詩の素養もあった。省斎や東寧と号し、『省斎文稿』を残している。

## 関連作品

### 小説
- 『雄気堂々』（城山三郎、新潮社、1972年）
- 『天皇の世紀』（大佛次郎、朝日新聞社、1974年）
- 『屏風の陰』（東郷隆、『月刊ジェイ・ノベル』2005年1月号掲載、『我餓狼と化す』収録）

### テレビドラマ
- 『天皇の世紀』（1971年、朝日放送、演：露口茂）
- 『雲を翔びこせ』（1978年、TBSテレビ、演：チャー）
- 『雄気堂々 若き日の渋沢栄一』（1983年、NHK、演：藤岡弘）
- 『青天を衝け』（2021年、NHK、演：満島真之介）